# Rebirth (musikalbum av Pain)
Rebirth är ett musikalbum av Pain och är det andra i ordningen och andra albumet under The Abyss Studio som släpptes 2000. The Abyss Studio ägs av Peter Tägtgren och hans bror Tommy Tägtgren.

## Låtlista
1. Supersonic Bitch (03:44)
2. End Of The Line (04:03)
3. Breathing In, Breathing Out (03:35)
4. Delusions (04:03)
5. Suicide Machine (04:16)
6. Parallel To Ecstasy (03:58)
7. 'On And On (03:55)
8. 12-42 (01:52)
9. Crashed (04:01)
10. Dark Fields Of Pain (05:00)
11. She Whipped (04:51)